# Гиргенсон, Зигфрид Викторович
Зигфрид Викторович Гиргенсон — советский хозяйственный, государственный и политический деятель.

## Биография
Родился в 1929 году в Латвии. Член КПСС с 1949 года.
С 1947 года — на хозяйственной, общественной и политической работе. В 1947—1990 гг. — советский и комсомольский работник, военнослужащий Советской Армии, секретарь парткома Рижской советско-партийной школы при ЦК Компартии Латвии. С 1959 г. второй, затем первый секретарь райкома партии, парторг ЦК Компартии Латвии Лиепайского колхозно-совхозного управления, первый заместитель заведующего отделом ЦК Компартии Латвии, первый секретарь Рижского райкома Компартии Латвии, министр заготовок Латвийской ССР.
Избирался депутатом Верховного Совета Латвийской ССР 6-10-го созывов. Делегат XXIII и XXVIII съездов КПСС.
Жил в Латвии.